# Хидна
Хидна (на старогръцки: Ύδνα) или Киане (Κυανή) е древногръцка плувкиня от V век пр. Хр., оказала заедно с баща си Скилияс помощ на обединените гръцки войски във Втората гръко-персийска война в 480 година пр. Хр.
Според Павзаний („Описание на Елада“, 10.19.1.) Хидна е родена в халкидическия град Скионе. От малка е тренирана от баща си, професионален треньор по плуване, и става забележителна плувкиня, известна със способността си да плува надалеч и да се гмурка дълбоко в океана. В 480 година пр. Хр. по време на Второто персийско нашествие в Гърция, след Битката при Термопилите персийският цар Ксеркс I закотвя корабите си край Пелион, за да изчака отминаването на буря. Хидна и Скилияс предлагат услугите си на гръцката войска, доплуват тайно до персийските кораби и с ножове прерязват котвените въжета на корабите и отнасят настрани котвите. В резултат корабите започват да се блъскат един в друг в бурната вода и голяма част от флотата претърпява значителни щети, а няколко кораба потъват. Причиненото забавяне на персийците позволява на гръцката флота да се подготви и е един от факторите за последвалата гръцка победа в Битката при Саламин.
Като благодарност за героизма на Хидна и баща ѝ, амфиктионите им посвещават статуи в светилището в Делфи, които според Павзаний са били разположени зад статуята на Горгий. Смята се, че статуята на Хидна е отнесена в Рим от император Нерон в I век сл. Хр.